# Řehenice
Obec Řehenice se nachází v okrese Benešov, kraj Středočeský. Leží 10 km severně od Benešova a 30 km jihovýchodně od Prahy. Žije zde 529 obyvatel.

## Členení obce
Řehenice se dělí na sedm částí, které leží na dvou katastrálních územích:
- Malešín – části Malešín, Barochov, Gabrhele, Křiváček a vlastní Řehenice
- Babice u Řehenic – části Babice a Vavřetice

Po léta k obci Řehenice patřila i vesnice Čakovice. Od 1. července 2006 byla i s celým katastrálním územím Čakovice u Řehenic podél Kamenického potoka připojena k městu Týnec nad Sázavou.

## Historie
První písemná zmínka o obci pochází z roku 1384. Do 1. ledna 2007 byla obec v okrese Praha-východ.

### Územněsprávní začlenění
Dějiny územněsprávního začleňování zahrnují období od roku 1850 do současnosti. V chronologickém přehledu je uvedena územně administrativní příslušnost města v roce, kdy ke změně došlo:
- 1850 země česká, kraj Praha, politický okres Jílové, soudní okres Jílové[6]
- 1850 země česká, kraj Praha, politický okres Jílové, soudní okres Jílové
- 1855 země česká, kraj Praha, soudní okres Jílové
- 1868 země česká, politický okres Karlín, soudní okres Jílové
- 1884 země česká, politický okres Královské Vinohrady, soudní okres Jílové[7]
- 1921 země česká, politický okres Královské Vinohrady expozitura Jílové, soudní okres Jílové[8]
- 1925 země česká, politický i soudní okres Jílové[9]
- 1939 země česká, Oberlandrat Praha, politický i soudní okres Jílové[10]
- 1942 země česká, Oberlandrat Praha, politický okres Praha-venkov-jih, soudní okres Jílové[11]
- 1945 země česká, správní i soudní okres Jílové[12]
- 1949 Pražský kraj, okres Praha-východ[13]
- 1960 Středočeský kraj, okres Praha-východ
- 1996 Středočeský kraj, okres Benešov[14]
- 2006 Středočeský kraj, okres Benešov, obec s rozšířenou působností Benešov

### Rok 1932
V obci Řehenice (přísl. Babice, Barochov, Gabrhele, Křiváček, Malešín, Vavřetice, 580 obyvatel) byly v roce 1932 evidovány tyto živnosti a obchody: 5 hostinců, pension-hotel Doly, kovář, kamenolom Syenit, obchod s mlékem, 2 obchody s obilím, 2 rolníci, sedlář, obchod se smíšeným zbožím, Spořitelní a záložní spolek pro politickou obec Řehenice, štěrkový závod, 5 trafik

## Doprava
Dopravní síť
- Pozemní komunikace – Do obce vede silnice III. třídy.

- Železnice – Železniční trať ani stanice na území obce nejsou.

Veřejná doprava 2012
- Autobusová doprava – V obci zastavovaly autobusové linky jedoucí např. do těchto cílů: Benešov, Český Šternberk, Jihlava, Miličín, Pacov, Pelhřimov, Praha, Pyšely, Týnec nad Sázavou, Vlašim.

## Turistika
- Cyklistika – Obcí prochází cyklotrasa č. 0030 Senohraby - Pyšely - Doly - Nespeky.
- Pěší turistika – Obcí vede turistická trasa  Nespeky - Gabrhele - rozhledna Ládví - Ládví

## Galerie

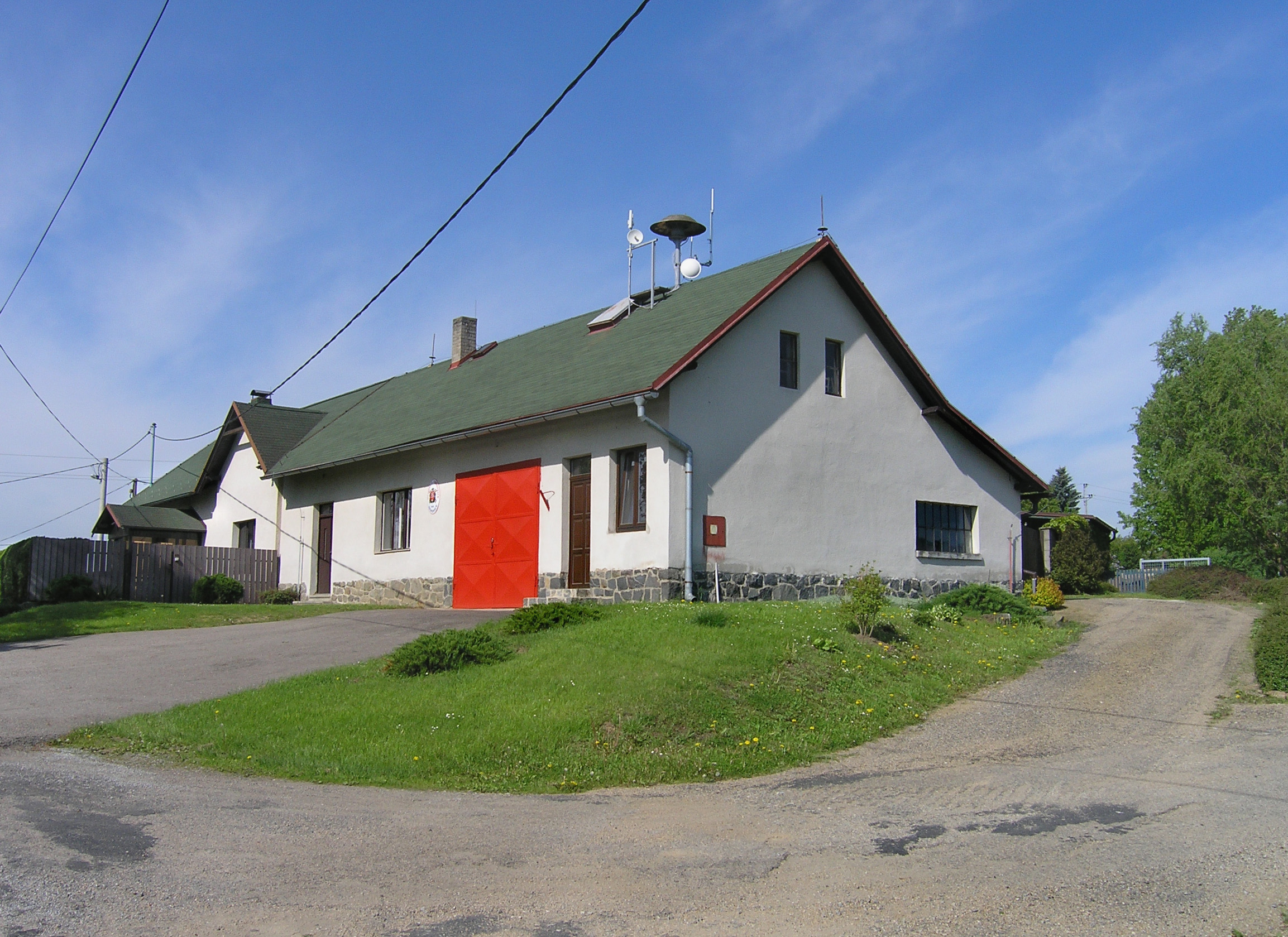
Hasičárna
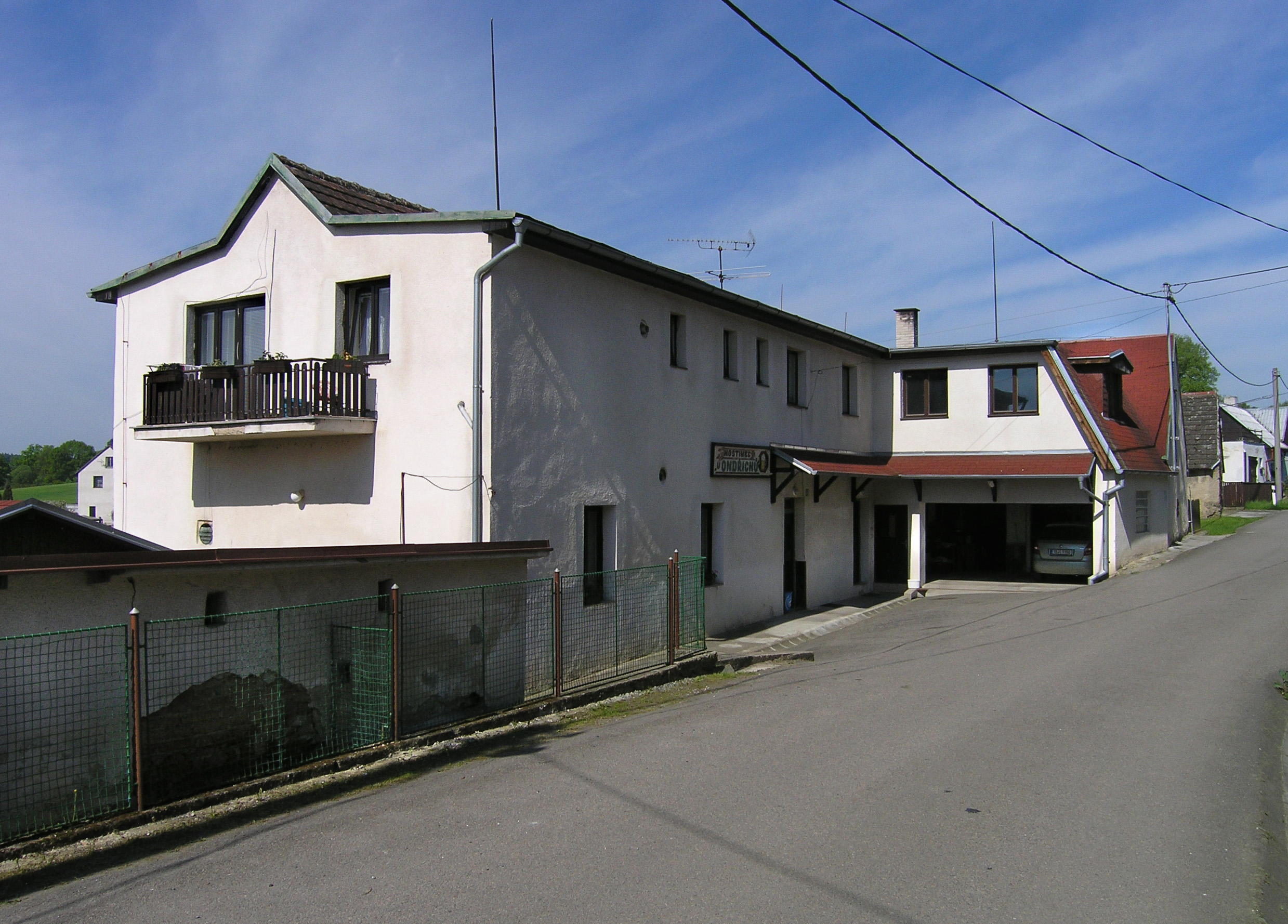
Hostinec v Řehenicích
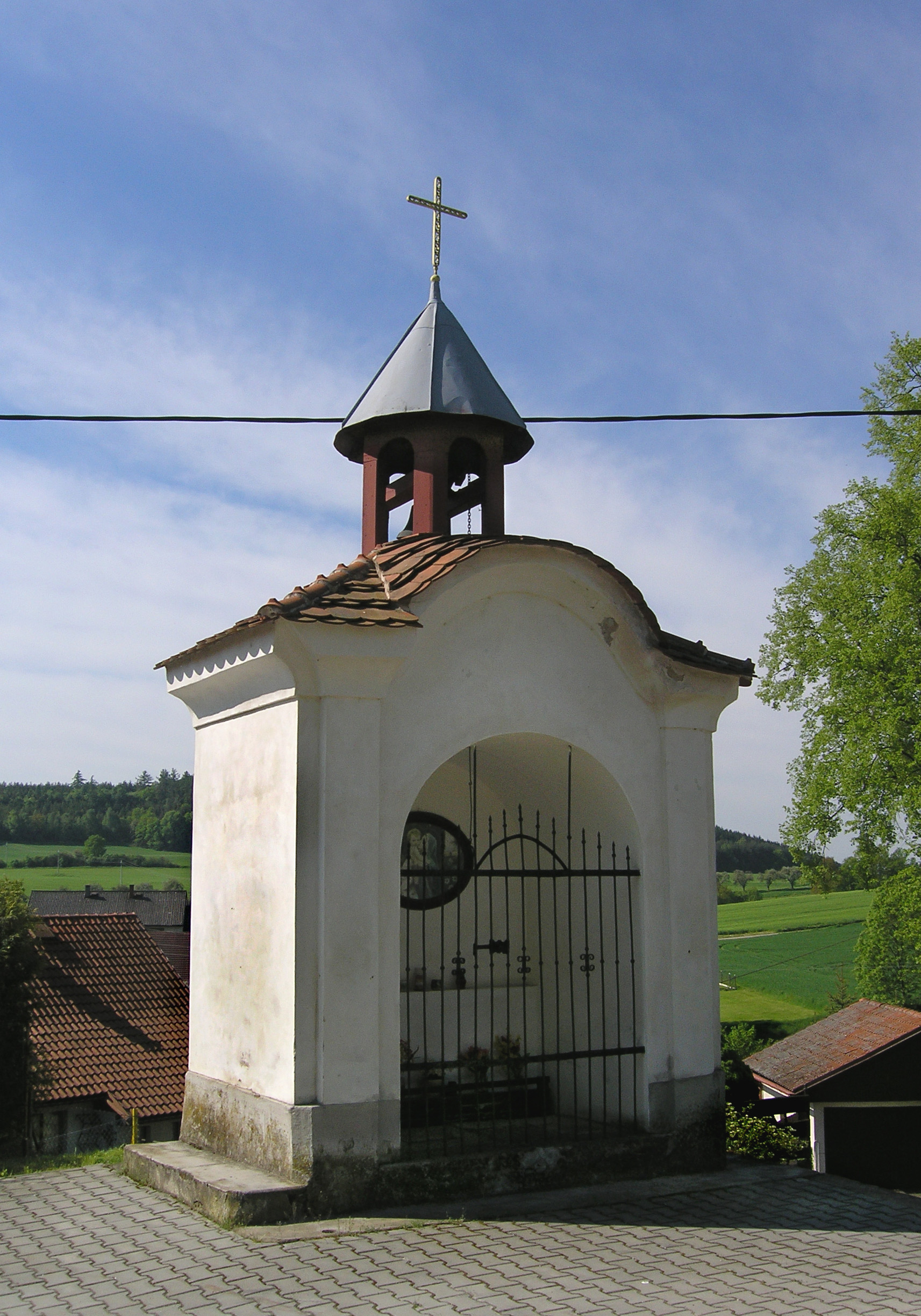
Kaplička
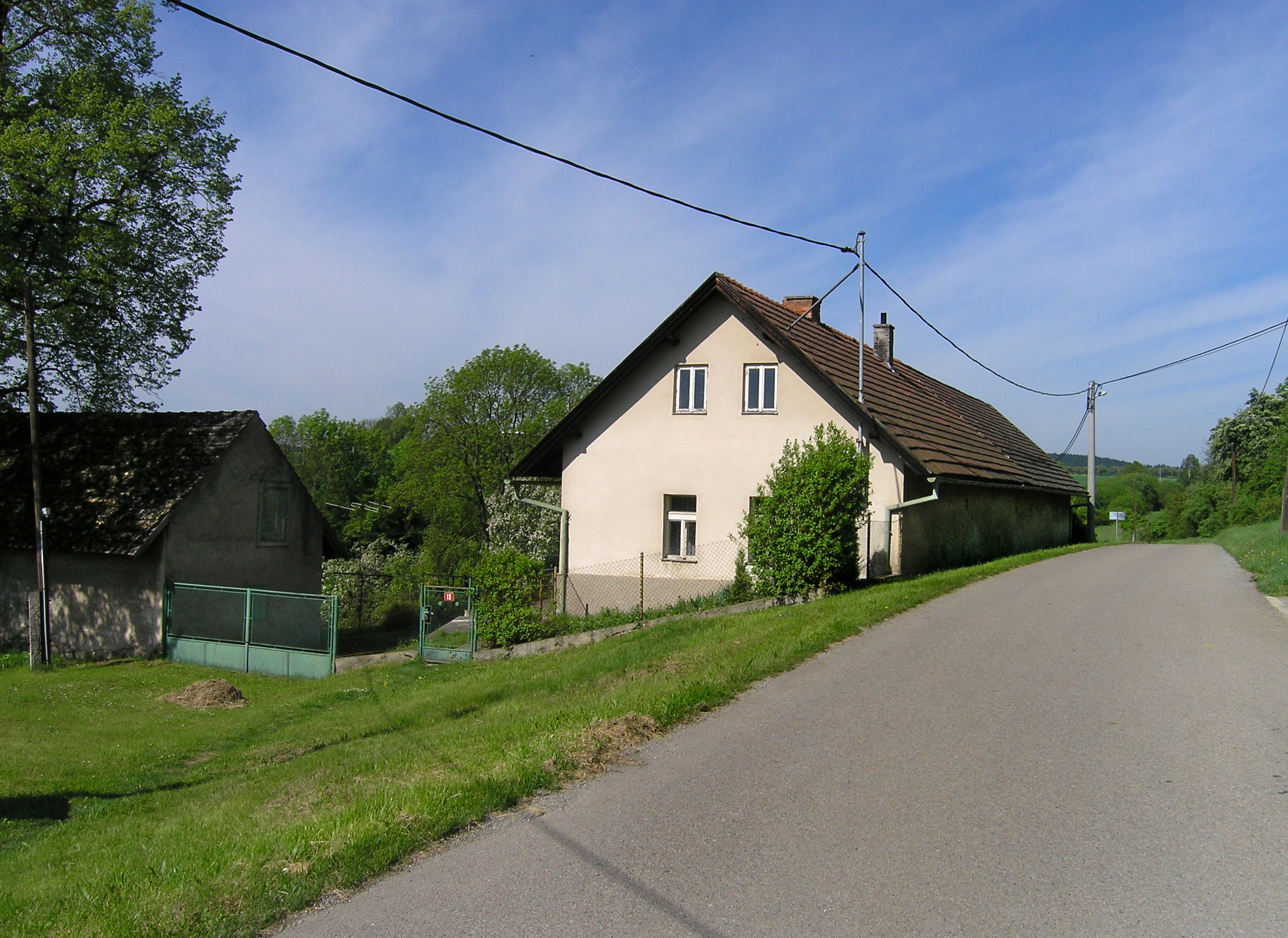
Západní část Řehenice
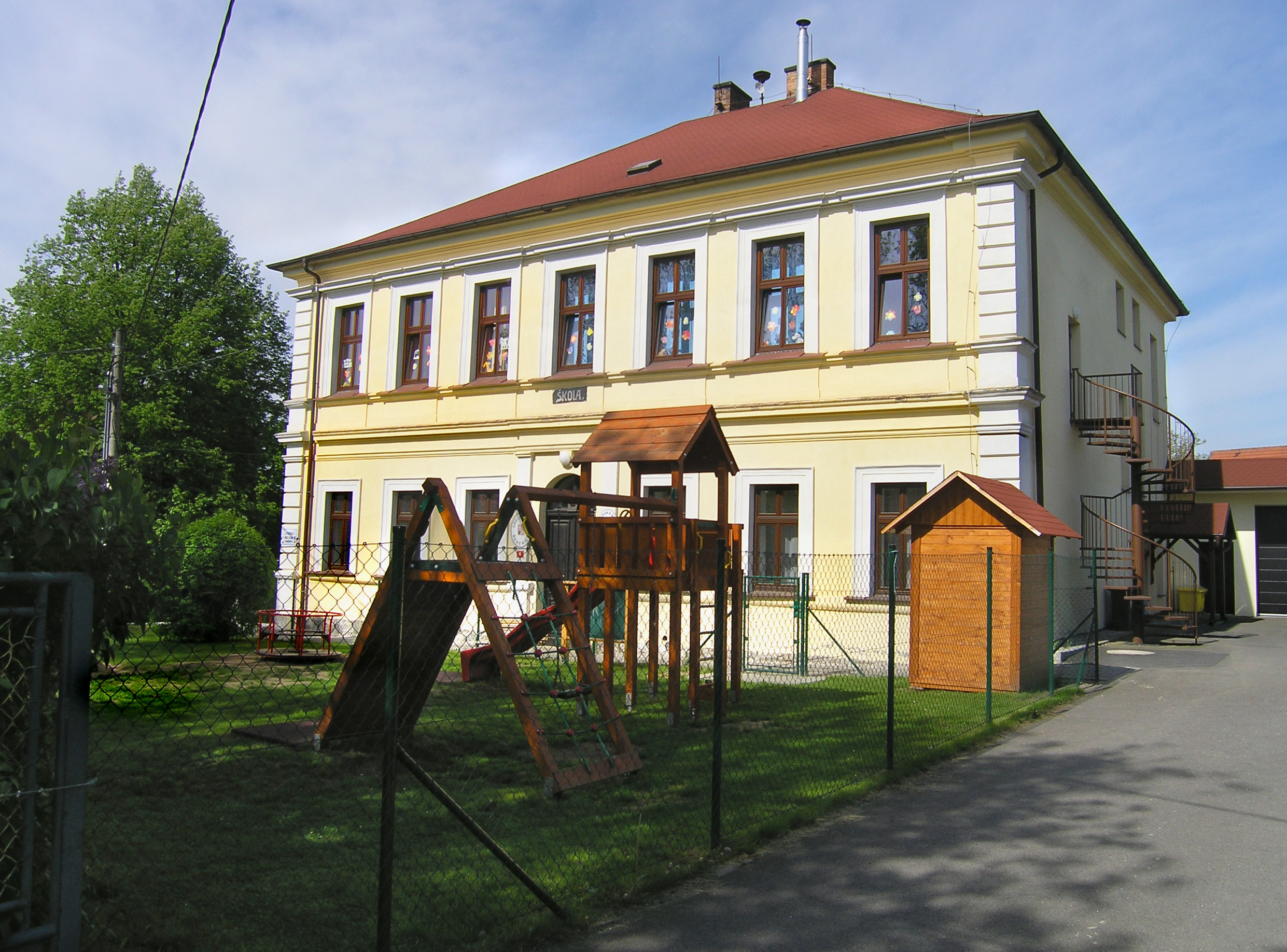
Mateřská školka a sídlo obecního úřadu